# 3188 Jekabsons
3188 Jekabsons è un asteroide della fascia principale. Scoperto nel 1978, presenta un'orbita caratterizzata da un semiasse maggiore pari a 2,2895709 UA e da un'eccentricità di 0,1335739, inclinata di 4,69409° rispetto all'eclittica.
L'asteroide è dedicato all'astronomo australiano Peter Jekabsons.